# 戴高樂機場2號客運大樓站
戴高樂機場2號航站楼站（法語：Gare Aéroport Charles de Gaulle 2 TGV）是法國巴黎附近一個重要的客運火車站，屬於互聯東線。它位於戴高樂機場2號航廈正下方，由法國國鐵SNCF負責營運。此站於1994年啟用，連接巴黎市區與戴高樂機場，另外還有其他比利時城市。

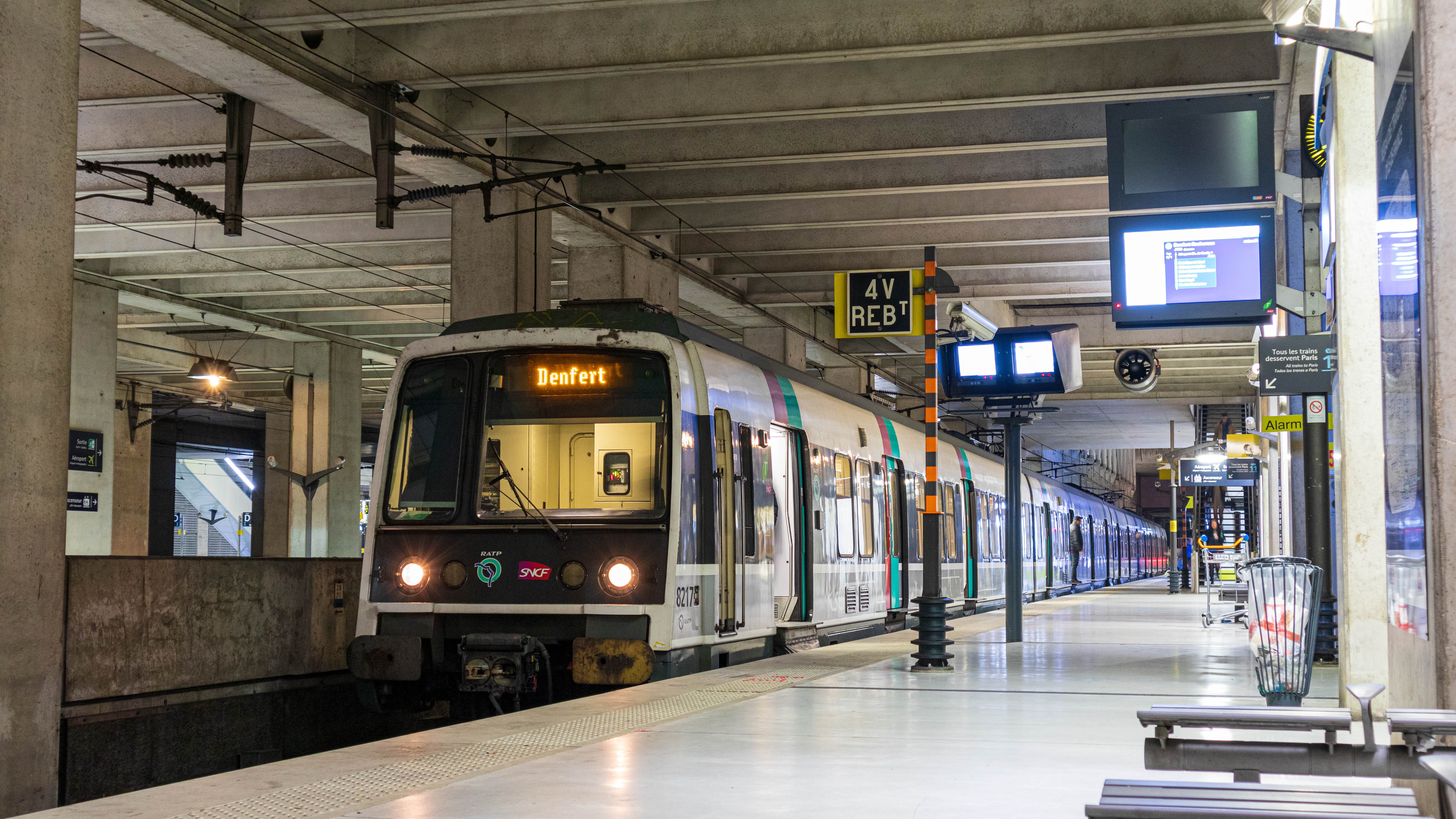
月台 (2019年10月)

## 本站可直达城市
| 戴高乐机场2号航站楼站出发可直达的城市 |                                                                             |
| - 为方便阅读，可到达的城市按照城市法语名的首字母顺序排序。 - 粗体字为法国省会城市，斜体字的城市仅周末或特定时段才能直达，季节性开行车次所达范围不在本表显示。 - 部分城市的中文名称非官方正式翻译，仅供参考。 |                                                                             |
| 目的地所在大区或国家 | 可以直达的目的地                                                            |
| 法兰西岛 | 马恩拉瓦莱-谢西站、马西TGV站                                                |
| 奥弗涅-罗讷-阿尔卑斯 | 瓦朗斯TGV站（靠近瓦朗斯） 里昂                                              |
| 勃艮第-弗朗什-孔泰 | 贝尔福TGV站、贝桑松TGV站（靠近贝桑松）、勒克佐TGV站 第戎、蒙巴尔            |
| 布列塔尼 | 欧莱、洛里昂、雷恩、圣马洛、瓦讷                                            |
| 中央-卢瓦尔河谷 | 圣皮耶尔德科尔（靠近图尔）                                                  |
| 大东部 | 香槟-阿登TGV站（靠近兰斯）、洛林TGV站、默兹TGV站 斯特拉斯堡                 |
| 上法兰西 | 上皮卡第TGV站 阿拉斯、杜埃、里尔、图尔宽                                    |
| 新阿基坦 | 昂古莱姆、波尔多、Futuroscope、普瓦捷                                       |
| 欧西坦尼亚 | 贝济耶、蒙彼利埃、纳博讷、尼姆、佩皮尼昂、塞特                              |
| 卢瓦尔河地区 | 昂热、拉瓦勒、勒芒、南特                                                    |
| 普罗旺斯-阿尔卑斯-蓝色海岸 | 艾克斯TGV站、阿维尼翁TGV站 昂蒂布、戛纳、雷扎克、马赛、尼斯、圣拉斐尔、土伦 |
| 比利时 | 布鲁塞尔                                                                    |
| 1. 2. 3. 4. 5. 6. 7. 8. 9. 10. |                                                                             |

## 停靠线路
以下列车线路在戴高乐机场2号航站楼站停靠：
| 戴高乐机场2号航站楼站列车线路表（长途线路） |       |                                      |                 |                |
| 线路                                        | 车种  | 上一站                               | 下一站          | 大致运行频率   |
| 布鲁塞尔/里尔—里昂/马赛/土伦/尼斯           | TGV   | 布鲁塞尔/里尔欧洲/阿拉斯/上皮卡第TGV | 马恩拉瓦莱-谢西 | 每天6趟左右    |
| 布鲁塞尔/里尔—蒙彼利埃/佩皮尼昂             | TGV   | 里尔欧洲/阿拉斯/上皮卡第TGV          | 马恩拉瓦莱-谢西 | 每天4趟左右    |
| 布鲁塞尔/里尔/戴高乐机场—斯特拉斯堡         | TGV   | 里尔欧洲/阿拉斯/上皮卡第TGV/（起点） | 香槟-阿登TGV    | 每天3趟左右    |
| 里尔—米卢斯                                 | TGV   | 里尔弗朗德                           | 马恩拉瓦莱-谢西 | 每天1趟        |
| 里尔—南特                                   | TGV   | 里尔欧洲/阿拉斯/上皮卡第TGV          | 马恩拉瓦莱-谢西 | 每天4趟左右    |
| 里尔—雷恩/圣马洛/洛里昂                     | TGV   | 里尔欧洲/阿拉斯/上皮卡第TGV          | 马恩拉瓦莱-谢西 | 每天4趟左右    |
| 里尔弗朗德/欧洲—波尔多                      | TGV   | 里尔欧洲/阿拉斯/上皮卡第TGV          | 马恩拉瓦莱-谢西 | 每天4趟左右    |
| 里尔—布圣莫里斯                             | TGV   | 上皮卡第TGV                          | 马恩拉瓦莱-谢西 | （季节性开行） |
| 图尔宽—南特                                 | Ouigo | 上皮卡第TGV                          | 马恩拉瓦莱-谢西 | 每天1趟        |
| 图尔宽—雷恩                                 | Ouigo | 上皮卡第TGV                          | 马恩拉瓦莱-谢西 | 每天1趟        |
| 图尔宽—里昂                                 | Ouigo | 上皮卡第TGV                          | 马恩拉瓦莱-谢西 | 每天1趟        |
| 1. 2.                                       |       |                                      |                 |                |

| 戴高乐机场2号航站楼站列车线路表（区域线路） |          |           |                     |                                     |
| 起点                                        | 上一站   | 线路      | 下一站              | 终点                                |
| （起点）                                    | （起点） | [T] · (B) | 戴高乐机场1号航站楼 | 罗宾松/马西-帕莱索/圣雷米累舍弗勒斯 |

## 公共交通
巴黎戴高乐机场2号航站楼站附近的主要线路包括：
- 巴黎公交349路、350路、351路，可前往巴黎市区
- 巴黎夜间公交N140路、N143路，可前往巴黎市区
- 塞纳-圣但尼公交100路，可前往谢勒
- 瓦勒德瓦兹公交95.18路，可前往蓬图瓦兹
- 法航大巴2、3、4号线，可分别前往凯旋门、奥利机场和巴黎蒙帕纳斯站（途径巴黎里昂站）
- 此外，戴高樂機場內線可连接戴高乐机场内的3个不同航站楼。

## 临近车站
| 戴高乐机场2号航站楼站（Gare Aéroport Charles-de-Gaulle 2 TGV） |                      |                                 |
| 上行车站                                                       | 线路                 | 下行车站                        |
| 戴高乐机场1号航站楼站                                          | 大区快铁B线          | （终点）                        |
| 马恩拉瓦雷-谢西站                                              | 法国高速铁路互联东线 | （无）（接北线的上皮卡第TGV站） |
| - 本表仅显示运营中的线路及车站                                 |                      |                                 |